# Казентино
Казентино (итал. Casentino) — природный регион в провинции Ареццо в области Тоскана Итальянской Республики.

## География
Площадь региона составляет около 800 км². Территория соответствует верхнему бассейну реки Арно и ограничена с севера группой гор Фальтерона, с запада горным хребтом Пратоманьо и с востока горами Серра, Пенна и Альпе-ди-Катенайя.

## Описание
Регион имеет вид широкой и глубокой котловины с небольшой аллювиальной равниной в центре, холмистой местностью, покрытой на высоте 5—600 м отложениями древнего плиоценового озера и горной частью, сложенной преимущественно песчанистыми и известково-мергелистыми почвами. В верхней части региона имеются обширные каштановые рощи, ели (леса Камальдоли) и пастбища; посевы зерновых, бобовых, винограда и частично оливковых деревьев в средней и нижней части.
Главный центр региона — город Биббьена. На территории Казентино имеется национальный парк Казентино Форест-Монте-Фальтерона-Кампинья.